# 治平武広
治平 武広（はるひら たけひろ、1973年6月11日 - ）は、日本の俳優。アルゼンチン出身。身長178cm、体重75kg。丹波道場出身。以前は本名の羽村 英（はむら えい）名義で活動していたが、2021年3月より現在の芸名へ改名。舞台『天満月の猫』（2021年6月16日-6月20日 中野ザ・ポケット）で治平武広名義での活動を開始した。

## 略歴
1993年に『五星戦隊ダイレンジャー』で天重星・将児 / テンマレンジャー役で本格的にデビュー。
女優・乙羽信子の遺作となった映画『午後の遺言状』が舞台化されたときには『ホテル』や『Gメン'75』で知られる映画監督・演出家 瀬川昌治に見出され、西岡大五郎役で出演、またのちに同舞台演出をした映画監督新藤兼人に抜擢され映画『生きたい』にも出演を果たしている。
2005年に演劇集団「Father Village Family」を結成。舞台を中心に活躍している。また、舞台においては名を変え、演出、脚本の執筆もしている。
2009年には鈴木美潮主催340スズキpresents個人祭に自身の名前を冠した『羽村祭』に出演した。またその個人祭に出演したのが起爆剤となり2010年には鈴木美潮主催の340プレゼンツ『五星祭』が開かれ出演、ダイレンジャーにて共演した和田圭市、土屋圭輔と共に3時間半のイベントを盛り上げた。
2011年から放送された『海賊戦隊ゴーカイジャー』ではダイレンジャーをテーマにした第33話の撮影を土屋圭輔と見学した縁で、最終話に土屋と共にゲスト出演。最終話では羽村自身が作ったテンマレンジャーキーとキリンレンジャーキーが小道具として使用された。
2013年6月13日には、自身のプロデュースする特撮Cafe&Bar「蒼星の天馬」を東京都内にオープンし、プレオープンには『五星戦隊ダイレンジャー』のメンバーが全員集合した。また、『高速戦隊ターボレンジャー』炎力 / レッドターボ役の佐藤健太、『鳥人戦隊ジェットマン』結城凱 / ブラックコンドル役の若松俊秀、『特捜戦隊デカレンジャー』ドギー・クルーガー / デカマスター役の声優・稲田徹、土屋圭輔の双子の兄・土屋大輔、スーツアクターの中川素州など特撮界の知人、関係者が一堂に会した。
2016年、「戦隊職人五星戦隊ダイレンジャー『オーラチェンジャー&キバチェンジャー』」の発売に際し、当時のメンバーとともに新録音声で参加。
2017年8月12日・13日、フィリピンのマンダルヨン市にて、ファン交流イベント「Otaku Expo Reload 2017 x TOKUSPIRITS」で、『光戦隊マスクマン』の海津亮介、『超電子バイオマン』の牧野美千子、『高速戦隊ターボレンジャー』の佐藤健太、『地球戦隊ファイブマン』の信達谷圭、『鳥人戦隊ジェットマン』の若松俊秀と共にゲスト演出。
2021年3月31日、Twitter公式アカウントにて芸名を治平 武広に改めることを発表。読みははるひら たけひろ。改名の理由は俳優として他の仕事をするときに本名だと『ダイレンジャー』としてのイメージが強く「戦隊の人が出る」という言葉が常に紐づいてしまうため、誰も知らない名前で一から出るのが一番いいと思ったことと、名前は父方母方の祖父の名前からと本人が語っている。

## 人物
趣味はツーリング、ドライブ、映画鑑賞、パソコン。特技は空手、バイク、水泳。

### 『ダイレンジャー』関連のエピソード
将児はボクシングのチャンピオンを目指す元不良少年という設定だったが、演じた羽村自身も学生時代は暴走族の不良でもあり、そのキャラが生かされての起用となった。バイクアクションも自ら演じており、劇中の特攻服も自前である。共演した和田圭市は、東映本社で羽村と最初に会った際に羽村が悪役だと勘違いしていたという。
共演した土屋圭輔は、アクションを覚えるのは羽村が一番好きで、ロッドを回す練習を一生懸命やっていたと証言している。
和田と同様にダイレンジャーに愛着を持ち、特撮関連のイベントのトークショウに和田や能見達也と出演したこともある。雑誌『東映ヒーローMAX』Vol.6に掲載された『ダイレンジャー』出演者5人の座談会時にも出席し、当時の思い出を語った。
脚本のセリフが合わなかったら勝手に変えてしまうなど、好き勝手にやっていたといい、監督と揉めることもあったと述べている。
『ダイレンジャー』監督の小笠原猛については「親父」と呼んで慕い「キレやすい性格で、愛情表現が裏に出る人」と愛情を込め、評している。
特撮作品では『アクマイザー3』や『快傑ズバット』などを愛好していた。また前述の丹波道場の責任者である丹波義隆が『ジャッカー電撃隊』に出演していたことから、『ダイレンジャー』出演時点でスーパー戦隊シリーズはほとんど観ていたと述べている。

## 出演

### テレビ
- 特捜エクシードラフト 第7・8話（1992年3月15日・22日、テレビ朝日系） - 矢崎の部下 役
- 私が愛したウルトラセブン（1993年2月13日 - 20日、NHK） - 助監督ケン 役
- スーパー戦隊シリーズ（テレビ朝日系・東映）
  - 五星戦隊ダイレンジャー（1993年2月19日 - 1994年2月11日） - 将児 / テンマレンジャー 役
  - 海賊戦隊ゴーカイジャー（2012年2月19日） - 将児 役
- 特選サスペンス 五つの顔の変装刑事!右京警部補事件ファイルE（1996年5月20日、TBS系） - 爆弾魔 役
- 刑事追う! 第8話（1996年5月27日、テレビ東京系）
- 新幹線'97恋物語（1997年4月3日 - 6月26日、TBS系）
- ご存じ！サウナの玉三郎2!!（1997年11月3日、TBS系）
- 火曜サスペンス劇場 女弁護士 高村鮎子23 秋田新幹線 初冬の迷彩（1999年2月9日、日本テレビ系）
- ボイスラッガー 第7話（1999年2月23日、テレビ東京系） - 港湾警察特捜隊 役
- 痛快!三匹のご隠居 第8話（1999年11月9日、テレビ朝日系）
- 世にも奇妙な物語 春の特別編「銃男」（2000年3月27日、フジテレビ） - 金髪男 役
- Gメン'75 スペシャル-帰って来た若獅子たち-（2000年10月23日、TBS系）
- 桜田桃子の冒険2 金比羅ふねふね殺人事件（2002年1月28日、TBS系）
- 月曜ミステリー駅前タクシー湯けむり事件案内「客は銀行強盗!! 居合わせた謎の女と24時間殺人ドライブ」（2003年2月17日、TBS系） - 高木 役
- ピンスポ!（2008年12月、CS東映チャンネル）
- 横浜見聞伝スター☆ジャン（2013年10月12日 - 12月28日、tvk） - オペレーター堅 役（友情出演）

### CM
- エッソ石油
- クロスタニン クロスタニン健康茶 「Gメン編」

### 映画
- スーパー戦隊シリーズ
  - 劇場版 五星戦隊ダイレンジャー（1993年4月17日公開） - 将児 / テンマレンジャー 役
  - スーパー戦隊ワールド（1994年8月6日公開）- シシレンジャーの声、テンマレンジャーの声 役
- Give Me a Shake レディースMAX（1997年3月15日公開） - 三隅勇介 役
- 生きたい（1999年1月15日公開） - ウシ 役
- 伝説のやくざ ボンノ（2002年9月21日公開） - 刑事 役
- 新・極道三国志 首都攻防篇（2003年10月公開） - 市村功 役
- 修羅のみち - 池上五郎 役
- 闇の中（2006年） - CRAZY HORSE 役
- 令嬢姉妹飼育（2008年8月14日公開） - 梶原太 役
- ガチバン アルティメイタム（2011年8月6日公開） - 木村 役
- ガチバン アルティメイタム２（2011年9月11日公開） - 木村 役
- 莫逆家族（2012年9月8日公開） - 青木 役

### Vシネマ
- ツッパリハイスクール2 校外乱闘篇（1995年）
- 新 第三の極道 其の一・其の二（1996年） - 佐野剛 役
- 極道の2号たち（1996年）
- マル走改造自動車教習所 1・2（1996年） - 鳴海剛 役
- 極道の2号たち2 嗚呼!現金と共に去りぬ（1997年）
- 喧嘩愚連隊（1998年） - 飛沫大 役
- BE-BOP-HIGHSCHOOL 血染めの学ラン・殉愛篇（1998年） - 西 役
- 喧嘩の花道2・3（1997年） - 伊集院司 役
- 喧嘩の花道4・5（1998年） - 金城こうじ 役
- 野望の軍団 1 - 4（1999年） - 山崎勝 役
- 実録・柳川組 〜大阪戦争百人切り〜（2000年） - 松原 役
- CRギンパラ・モンスター・源さん/最後の攻略 - 森田道男 役
- 新ヤンママトラッカー ケイVS美咲 宿命の対決編（2000年） - 平雄太（トラッカー、元暴走族） 役
- 明日を殴れ!無頼リング（2000年）
- 愚連隊の神様 万寿十一伝説 紅蓮 1・2（2002年） - 田島 役
- 錬金の帝王 1・2（2002年） - 繁田憲三 役
- 首領の女（2002年）全3作 - 結城(刑事) 役
- 実録・青森抗争（2002年）
- 実録・竹中正久の生涯 荒らぶる獅子 外伝（2004年） - 検事 役
- 鉄(くろがね) 極道・高山登久太郎の軌跡（2004年） - 刑事 役
- 修羅の血（2003年） - マー坊 役
- カポネ - 赤星 役
- マル暴組織犯罪対策部捜査四課 通称 マルボー 全5作（2005年 - 2006年） - 新宿中央署四課刑事 小池栄作 役
- 修羅場の侠たち - 小暮博隆 役
- アイノシルシ - 鈴野俊二 役
- 実録・外道の群れ（2007年） - 任侠盟友会 柳田組組員 役
- ビジネスマン必勝講座 ヤクザに学ぶ交渉術（2007年）第四話「人情こそが最大の武器！」 - G組組員 役
- ビジネスマン必勝講座 ヤクザに学ぶカリスマ性（2008年）実例1「超武闘派X親分の人材育成術」 - 新人A 役
- 修羅の妻たち 〜射殺者の妻、その愛〜（2008年） - 門倉組佐竹組組員 トミオ 役
- 修羅の妻たち 〜鉄砲玉の女〜（2008年） - 川辺組組員 柴田 役
- 虜 TORIKO（2010年） - 桜庭(ヘルニア患者) 役
- 事件 〜罠にはまる女たち〜（2011年） - 吉田 役
- 極道龍二（2011年）
- ブラック・コネクション（2012年） - ブラックエンペラー六代目総長 役
- ブラック バイオレンス
- ブラックフェイス（2013年） - 金田 役
- 極道の姐（2014年） - 三代目柳楽組組員
- 制覇7 (2016年）- 天竜一家若頭補佐 佐竹 役
- 制覇8（2016年）- 元 天竜一家若頭補佐 佐竹 役

### イベント
- 340 Presents「羽村祭」（2009年10月1日、新宿ロフトプラスワン）
- 340 Presents「五星祭」（2010年3月13日、新宿ロフトプラスワン）
- 340 Presents「反逆祭 〜下克上〜」（2010年10月23日、新宿ロフトプラスワン）
- 英と圭輔と圭市の超熱満漢全席!（2011年3月20日、新宿ロフトプラスワン）
- 340 Presents「反逆祭2」（2011年10月22日、新宿ロフトプラスワン）
- 俺とあいつの満漢全席2〜真昼の反省会〜（2011年11月19日、新宿ロフトプラスワン）
- E-Night 〜BDEVE〜（2012年6月10日、ネイキッドロフト）
- クリスカ麒麟Bar（2012年7月18日、クリスタルスカイ）
- 激熱！満漢全席3（2012年9月16日、阿佐ヶ谷ロフトA）
- E-Night the 2nd 〜真夏の納涼スペシャル〜（2012年 9月16日、阿佐ヶ谷ロフトA）
- 最強替え歌Night（2013年2月15日、クリスタルスカイ）
- E-Night the 3rd 〜Sukoshi Eroi X'mas〜（2012年12月24日、阿佐ヶ谷ロフトA）
- 340 Presents「反逆祭3」（2013年2月23日、新宿ロフトプラスワン）
- E-Night the 4th 〜Encounter Night〜（2013年3月19日、阿佐ヶ谷ロフトA）
- E-Night the 5th 〜BDEVE〜（2013年6月8日、阿佐ヶ谷ロフトA）
- 「横浜見聞伝スター☆ジャン」FAN FUN FESTIVAL Vol.01（2013年12月15日、横浜市旭区民文化ホール サンハート）
- E-Night the 6th（2013年12月24日、阿佐ヶ谷ロフトA）
- E-Night the 7th（2014年6月9日、阿佐ヶ谷ロフトA）
- 340 Presents「反逆祭4」（2014年10月25日、新宿ロフトプラスワン）
- E-Night the ∞ infinity（2014年12月22日、阿佐ヶ谷ロフトA）
- とある阿佐ヶ谷ロフトのカラオケで羽村英がストレス発散（2015年7月21日、阿佐ヶ谷ロフトA）
- FIVE NIGHT Special 〜祝 25周年〜（2015年9月21日、阿佐ヶ谷ロフトA）
- E-Night the 9th（2015年12月14日、阿佐ヶ谷ロフトA）
- レジェンドヒーロー90's チームレジェンドヒーローin石巻（2016年4月24日、石ノ森萬画館）
- E-Night the 10th 〜Independence Day〜（2016年7月5日、阿佐ヶ谷ロフトA）
- 340 Presents「反逆祭5〜40 作だぁ?〜」（2016年10月22日、新宿ロフトプラスワン）
- E-night The reset（2017年11月5日、阿佐ヶ谷ロフトA）

### 舞台
- ブラック・コメディー（1992年8月、武蔵野芸術劇場） - ブリンズリー 役
- 大霊界 死んだらどうなる（1994年11月、東京芸術劇場中ホール） - 県 役
- 午後の遺言状（1997年2月・3月・1999年3月 - 5月） - 西岡大五郎 役
- 恋するヘルニア（2001年、アイピット目白） - 主演
- Blaze Companyプロデュース「Treasure」（2004年7月、高円寺明石スタジオ） - アムロ 役
- Blaze Companyプロデュース「Treasure」（2004年10月、志木市民会館PALCITY） - アムロ 役
- Here to Stay!!（2004年12月、新宿スペース107） - 主演・陽村恋 役
- 演劇集団ふれる〜じゅ公演「硝子の標的」（2005年6月30日 - 7月3日、新宿スペース107） - 刑事課長 松木俊彦 役
- 青春四谷怪談（2005年12月、アイピット目白） - コウジ 役
- Take it easy（2006年3月、新宿スペース107） - 主演・陽村恋 役
- スカーフェイス公演「FRAGMENT」（2006年3月15日 - 19日、シアターV赤坂） - 松木俊彦 役
- FVF公演「つないだ明日へ」（2006年10月19日 - 22日、大塚 萬スタジオ） - ボルト 役
- 演劇集団ふれる〜じゅ公演「Ein Arzt」（2006年12月20日 - 24日、シアターV赤坂） - 藤原大我 役
- SHINING（2007年5月、新宿スペース107） - 主演・陽村恋 役
- FVF本演「A BANK ROBBERY CAPRICCIO 〜銀行強盗狂想曲〜」（2008年3月27日 - 30日、シアターグリーン） - 大和 役
- FVF公演Vol.6「メランコリーインザミラー」（2008年11月28日 - 30日、ウエストエンドスタジオ） - 主演・ケンジ 役
- 劇団クラゲ荘第6回公演「デスペラードを知ってるか」（2009年7月23日 - 8月2日、中野ザ・ポケット） - 峰久雄 役
- FVF公演「煙突掃除と虹色の煙」（2010年6月9日 - 13日、ウエストエンドスタジオ） - 主演・フーゴ 役
- 演劇集団ふれる〜じゅ公演「Branch Forth 〜from-BLUES TONE〜」（2010年12月9日 - 12日、下北沢 東演パラータ） - イザキカズマ 役
- FVF公演「鏡の中の憂鬱」（2011年4月13日 - 17日、中野ザ・ポケット） - 主演・ケンジ 役
- カプセル兵団 男ばかりの会話劇第2弾!「ダークナイトライジング」（2013年2月・2014年2月13日 - 18日、ワーサルシアター八幡山劇場）- ゲスト出演
- カプセル兵団 男ばかりの会話劇第3弾!「アベジャーズVer2014」（2013年9月、ワーサルシアター八幡山劇場 / 2014年9月10日 - 15日、東京：ワーサルシアター八幡山劇場 / 9月19日 - 21日、大阪：STAGE+PLUS）
- カプセル兵団「GHOST SEED 〜It's Wonderful World〜」（2014年2月26日 - 3月1日、シアターグリーン） - イカルガ 役
- 演劇ユニットゑんドコロ第壱回公演「おんまさん」（2014年7月1日 - 6日、シアターグリーン）- 管理人 役
- 劇団BRATS 第6回公演「西遊記ゑん戯2 〜EVOLUTION〜」（2014年12月3日 - 7日、笹塚ファクトリー）- ゲスト 役
- 劇団BRATS 第7回公演「熱血!不良総選挙」（2015年3月12日 - 15日、すみだパークスタジオ倉）- 大統領 役
- 劇団BRATS 第8回公演「椿説 おくのほそ道」（2015年12月22日 - 27日、すみだパークスタジオ倉）
- カプセル兵団「超鋼祈願ササヅカイン3 〜戦いの果てに〜」（2016年2月4日 - 14日） - ヴェーダ 役
- 下尾ひろあきプロデュース公演「ABYSS 〜鏡の中の深淵〜」（2016年4月7日 - 10日、高田馬場ラビネスト） - 作：演出
- 演劇企画ユニット 劇団山本屋 5号「Super natural Blue 〜別の言葉で何と言うの〜」（2016年9月22日 - 27日、あうるすぽっと） - ガズル 役
- 劇団BRATS第10回記念公演 第1弾「戦闘改造学園Z」（2016年12月1日 - 4日、すみだパークスタジオ倉）- 大佐 役
- 劇団丸組旗揚げ公演「山猫」（2016年12月2日、浅草六区 ゆめまち劇場） - 土方 役
- 時空警察SIG-RAIDER（2018年1月31日 - 2月4日、ラゾーナ川崎プラザソル） - 時空覇王ギルガ 役
- ガムシャニズム「英雄学園2 〜March of Gods〜」（2018年2月23日 - 25日、神奈川県立青少年センター ホール）-  ヨグソトース 役
- カプセル兵団　「男ばかりの会話劇‐みんなの物語」（2018/09/19～2018/09/24 、ワーサルシアター）‐映画監督 役
- 劇団ヘロヘロQカムパニー第38回公演「冒険秘録 菊花大作戦」(2019.9.28～10.6、こくみん共済 coopホール／スペース・ゼロ） ‐ 中沢臨川 役
- With you 第9回公演「天満月の猫 2021」(2021.6.16～6.20 、中野ザ・ポケット） - コーネル役
- カプセル兵団「うしおととら」（2022.8.18~8.21、シアターサンモール） - とら役
- WITH YOU 第13回公演「桃太郎 〜芥川龍之介ver.〜」（2024年6月12日 - 16日、六行会ホール）[17]

### 玩具
- 五星戦隊ダイレンジャー オーラチェンジャー&キバチェンジャー 戦隊職人 ～SUPER SENTAI ARTISAN～（2017年3月）